# Съмнър (окръг, Тенеси)
Окръг Съмнър (на английски: Sumner County) е окръг в щата Тенеси, Съединени американски щати. Площта му е 1406 km², а населението – 130 449 души (2000). Административен център е град Галатин.